# The Flying Squad
Pour plus de détails, voir Fiche technique et Distribution.
The Flying Squad est un film britannique réalisé par Herbert Brenon, sorti en 1940.

## Synopsis
Les officiers de la Flying Squad tentent de s’attaquer à une organisation de trafic de drogue.

## Fiche technique
- Titre : The Flying Squad
- Réalisation : Herbert Brenon
- Scénario : Doreen Montgomery d'après Edgar Wallace
- Directeur de la photographie : Walter J. Harvey
- Pays d'origine : Royaume-Uni
- Format : Noir et blanc - 1,37:1 - Mono
- Genre : drame
- Date de sortie : 1940

## Distribution
- Sebastian Shaw : Inspecteur Bradley
- Phyllis Brooks : Ann Perryman
- Jack Hawkins : Mark McGill
- Basil Radford : Sederman
- Ludwig Stössel : Li Yoseph
- Manning Whiley : Ronnie Perryman
- Kathleen Harrison : Mrs. Schifan
- Cyril Smith : Tiser
- Henry Oscar : Sir Edward
- Kynaston Reeves : Magistrat
- Allan Jeayes : Johnson